# Bielawska Polana
Bielawska Polana (niem. Bielauer Plänel) – przełęcz i polana na wysokości 805 m n.p.m. w Sudetach Środkowych, w środkowo-południowej części Gór Sowich.

## Położenie i opis
Przełęcz położona jest na wschód od Jugowa, na obszarze Parku Krajobrazowego Gór Sowich, po południowo-wschodniej stronie Kalenicy. Jest to rozległa, porośnięta lasem regla dolnego przełęcz, w środkowej części głównego grzbietu Gór Sowich oddzielająca kulminację Popielaka i Kalenicy (964 m n.p.m.) od (856 m n.p.m.). W środkowej części przełęczy znajduje się niewielka śródleśna polana. W niedalekiej odległości od przełęczy w kierunku zachodnim położone jest wzniesienie Żmija (887 m n.p.m.) z ciekawą grupą skałek. Na przełęczy jest skrzyżowanie aż 10 leśnych dróg i ścieżek.

## Szlaki turystyczne
- fragment Głównego Szlaku Sudeckiego ze Srebrnej Góry na Kalenicę (964 m n.p.m.) i dalej
- Przełęcz Sokola – parking nad Sokolcem – Lisie Skały – Grabina – Koziołki – Rozdroże pod Kozią Równią – Schronisko PTTK „Zygmuntówka” – Bielawska Polana[3]
- Bielawa – Koci Grzbiet (taras widokowy)[4] – Leśny Dworek – Bielawska Polana
- droga Szklary-Samborowice – Jagielno – Przeworno – Biały Kościół – Nieszkowice – Żelowice – Ostra Góra – Niemcza – Gilów – Piława Dolna – Owiesno – Góra Parkowa  – Bielawa – Zimna Polana – Kalenica – Bielawska Polana – Zdrojowisko – Drogosław – Nowa Ruda – Tłumaczów – Radków – Pasterka – Karłów – Skalne Grzyby – Batorów – Duszniki-Zdrój – Szczytna – Zamek Leśna – Polanica-Zdrój – Bystrzyca Kłodzka – Igliczna – Międzygórze – Przełęcz Puchacza.